# Bársony Tivadar
Bársony Tivadar, 1902-ig Bruckner (Budapest, 1887. február 7. – Budapest, Józsefváros, 1942. november 23.) orvos, röntgenológus.

## Élete
Bruckner Ignác (1852–1905) szatócs, kereskedő és Wald Berta (1856–1928) fia. A Budapesti Tudományegyetemen 1909-ben szerzett orvosdoktori oklevelet. 1909 és 1911 között az I. számú Belgyógyászati Klinika gyakornoka volt. 1911 és 1919 között a II. számú Sebészeti Klinika gyakornoka, majd egyetemi tanársegéde lett. Először sebészetet tanult, ám mire klinikai segédorvos lett, a röntgenológia problémái is felkeltették érdeklődését. A Magyarországi Tanácsköztársaság bukását követően elvesztette állását és magángyakorlatot folytatott. 1925-ben egy kis magánkórház, a Charité Poliklinika röntgenológus konziliáriusa lett. 1933 és 1942 között az egykori budapesti Zsidó Kórház osztályvezető főorvosaként dolgozott, ahol Európa-hírű röntgenológiai iskola alakult ki a vezetésével. Számos, addig nem ismert röntgentünetet írtak le és tanítványaiból később a magyar radiológia vezető hazai szakemberei lettek. Új módszert dolgozott ki a gerinc és a sacroiliacális régió röntgendiagnosztikai vizsgálataira, továbbá a csúcsi tüdőmező, a gátor és a húgyhólyag leképezésére.
Kutatásainak kiterjedtségét jelzi az a tény, hogy két évtized alatt közel 200 közleményt publikált. Utolsó éveiben a háborús körülmények beszűkítették lehetőségeit, s publikációi közül néhány csak posztumusz dolgozatként jelenhetett meg. Halálát szívkoszorúér rögösödés okozta.
A Kozma utcai izraelita temetőben helyezték végső nyugalomra.

## Magánélete
Felesége Glück Sámuel és Stricker Ida lánya, Zsoldos Ilma Leopoldina (1892–1944) iskolai tanítónő volt, akivel 1921. szeptember 17-én Budapesten, a Józsefvárosban kötött házasságot.

## Főbb művei
- A duodenalis ulcus és egyéb duodenalis folyamatok röntgendiagnosztikájáról (Budapesti Orvosi Ujság, 1912)
- A duodenalis izomsyndroma. Hortobágyi Bélával. (Orvosi Hetilap, 1924)
- A gyomor izombeidegzése (Gyógyászat, 1924)
- Adatok a gyomor duodenalis fekélyeinek röntgenkezeléséhez. Friedrich Lászlóval. (Orvosi Hetilap, 1927)
- Az epehólyag-diverticulum röntgenképe (Orvosi Hetilap, 1927)
- Az alsó nyaki és felső háti csigolyák frontalis röntgenfelvételének technikája. Koppenstein Ernővel. (Orvosi Hetilap, 1927)
- A nyaki gerincoszlop körülírt merevségének röntgenképe (Orvosi Hetilap, 1929)
- A tüdő nem specifikus beszűrődéseiről. Holló Gyulával. (Therapia, 1929)
- Új eljárás a húgyhólyag röntgenvizsgálatára. Koppenstein Ernővel. (Orvosi Hetilap, 1932)
- Fehlen der Dornvorsätze am Übergang zwischen Brust und Lendenwirkelsäule (Acta Radiologica, 1935)